# Tillia
Tillia est une localité et une commune rurale du Niger, du département de Tillia, région de Tahoua.

## Géographie
Tillia est située à 119 km à l'ouest de Tchintabaraden.  
|                | Tassara           | Tassara        |
| Ménaka ( Mali) | Tillia            | Kao            |
| Sanam, Tébaram | Affala, Takanamat | Tchintabaraden |

## Histoire
La commune rurale de Tillia est instaurée en 2002. Le poste administratif de Tillia instauré en 1964 est séparé du département de Tchintabaraden en 2011 et est érigé au statut départemental.

## Population
Lors du recensement général de 2012, la population communale est relevée à 38 994 habitants. La localité compte 3 398 habitants en 2012.

## Localités
La commune s'étend sur 68 localités.
Les localités de plus de 1000 habitants en 2012 sont :
- Agondo
- Telemces
- Tillia
- Goulba
- Tagaramgaram
- Gawaye
- Ekewene
- Garin Ali

## Services et infrastructures
- Centre de Santé Intégré (CSI) à Tillia, Gawaye et Télmc[5].
- Collège d'enseignement général (CEG) à Tillia,
- Collège d'enseignement technique (CET) à Tillia,
- Centre de formation des métiers (CFM) à Tillia.